# Канівські гори (заповідне урочище)
Ка́нівські го́ри — заповідне урочище місцевого значення в Україні. Розташоване в межах Черкаського району Черкаської області (південно-східна околиця міста Канів). 
Площа 42 га. Статус надано згідно з рішенням ОВК від 28.11.1979 року № 597. Перебуває у віданні: Канівський музей Тараса Шевченка.
Статус надано для збереження природно-історичного комплексу в межах пагористого пасма Канівські гори, на правобережжі Дніпра, в районі Тарасової гори. На території заповідного урочища розташована садиба-музей Т. Г. Шевченка (18 га). 
Заповідне урочище «Канівські гори» входить до складу Канівського природного заповідника.

## Галерея

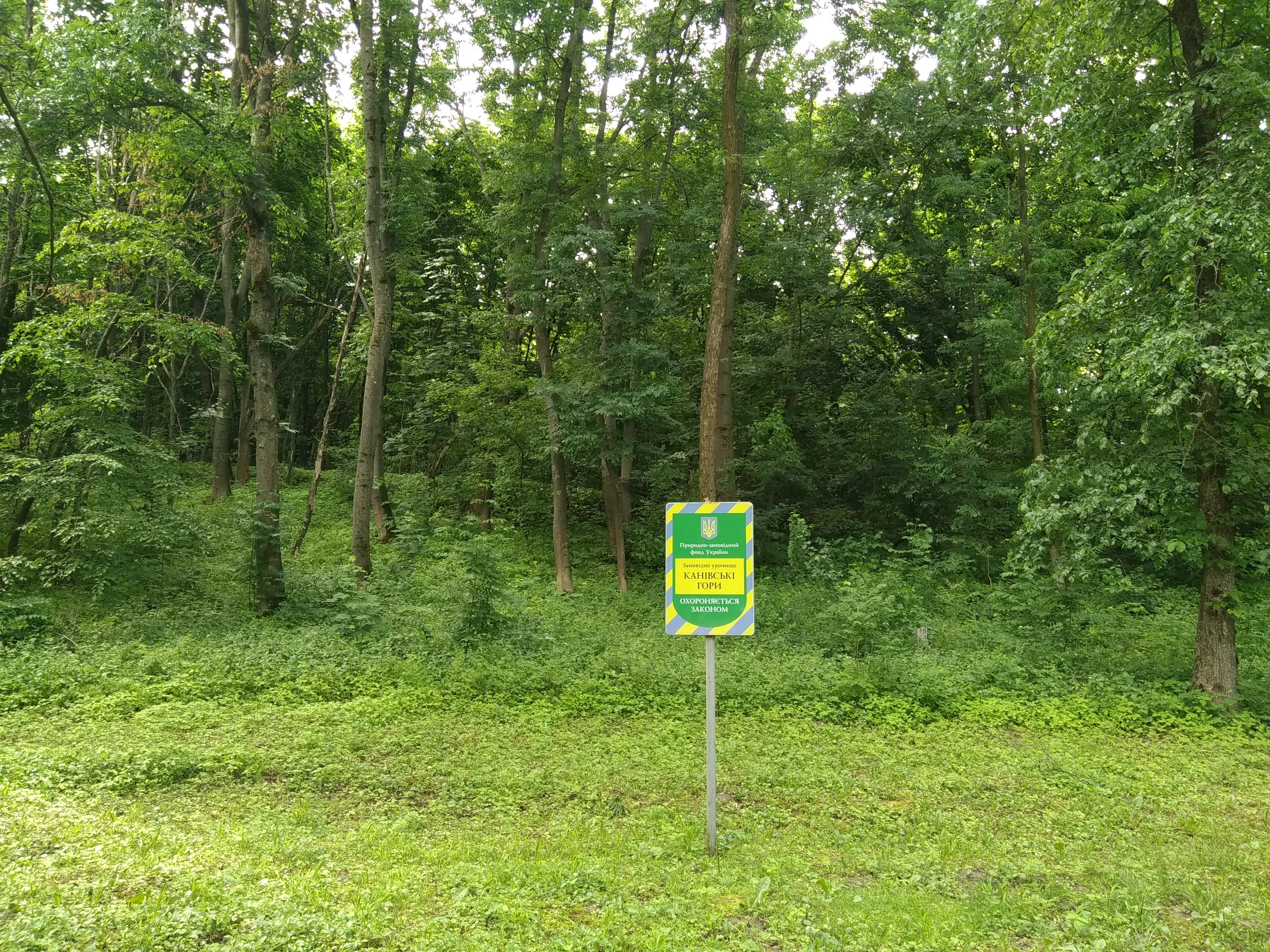